# Heinrich Taddel
Heinrich Taddel (getauft am 2. Juli 1715 in Prenzlau; † 16. Dezember 1794 in Dresden) war ein deutscher Juwelier und Geheimer Kämmerer in Dresden. Er war 45 Jahre lang bis zu seinem Tod mit der Betreuung des damals schon weithin bekannten Grünen Gewölbes betraut.

## Leben
Taddels Großvater Gottfried Taddel übersiedelte mit seiner Familie – wohl aufgrund der Zerstörungen im Laufe des Schwedisch-Brandenburgischen Kriegs – von Stettin nach Prenzlau. Taddels Vater hieß ebenfalls Heinrich (1677–1727), er war Bader. Seine Frau war eine geborene Rauch, sie heirateten 1712 in Prenzlau. Taddel jun. hat wahrscheinlich die Lateinschule in Prenzlau besucht. Als sein Vater starb, wurde er mit 12 Jahren zum Halbwaisen. Später kam er möglicherweise bei Verwandten in Berlin oder Stettin unter, wo er bei seinem Onkel Christian (1686–1753), einem Gold- und Silberarbeiter, eine Goldschmiedelehre absolviert haben könnte.
Heinrich Taddel heiratete zwei Mal: Eva Regina Hütter (um 1712 – 10. Juli 1754) und Christina Sophia Wiedemann (um 1733 – 8. September 1787). Beide Ehen blieben kinderlos.
Am 30. Juni 1730 erlangte Taddel das Bürgerrecht in Dresden als „Gold- und Silberschmied“. In der Folgezeit lässt er sich regelmäßig in den Verzeichnissen der Gold- und Silberschmiedeinnung nachweisen.
Am 22. September 1743 kaufte Taddel für 6750 Taler ein Haus in der Breiten Gasse 19 (heute im Bereich der Altmarkt-Galerie gelegen). Er hatte also schon ein gewisses Vermögen aufbauen können. Im gleichen Jahr wurde er unter dem Brudernamen „Cesar“ in die Freimaurerloge „Zu den drei goldenen Schwertern“ aufgenommen. In den Dresdner Freimaurerlogen dieser Zeit hatten sich vor allem Adlige, Hofangestellte und Militärs zusammengeschlossen. 1747 wurde Taddel zum Schatzmeister und ein Jahr später zum Ersten Aufseher der Loge bestellt. Noch 1772 ist er als Mitglied der Loge belegt. Einige Mitglieder der Loge, darunter Taddel und Joseph Friedrich von Racknitz, tauschten Rohsteinmaterial zur Schmuckverarbeitung und als Sammlungsobjekte untereinander aus.
Im Zuge des Hauskaufs wird Taddel 1743 als „Hof-Galanterie-Arbeiter“, also als anerkannter sächsischer Hoflieferant, benannt. Spätestens 1748 wurde Taddel mit seiner Ernennung zum Geheimen Kämmerer in den Dienst am Sächsischen Hof aufgenommen.
1753 verkaufte Taddel sein Haus wieder. Schon zuvor hatte er mehrere andere Häuser und Grundstücke erworben. So 1752 für 12.500 Taler ein Haus am Jüdenhof/Ecke Frauengasse und für 14.000 Taler ein weiteres Haus in der Landhausstraße 1, das er kurz vor dem Tod seiner zweiten Ehefrau 1787 wieder veräußerte. Bereits seit 1751 besaß er außerdem das Freigut „Grüne Wiese“ in Gruna nahe dem Großen Garten.

### Aufsicht über das Grüne Gewölbe
In seiner Funktion als Geheimer Kämmerer war er schon ab 1748 (zusammen mit anderen Personen) auch für die Aufsicht über das Grüne Gewölbe zuständig. Spätestens ab 1763 führte er dort den Titel eines Inspektors. Ab 1769 scheint Taddel für die Oberaufsicht über das Grüne Gewölbe zuständig gewesen zu sein – zu dem Zeitpunkt, an dem er wohl seine aktive Tätigkeit als Goldschmied einstellte. Als Geheimer Kämmerer war Taddel für die korrekte Ausgabe und Annahme der Juwelen und Pretiosen oder anderer Wertsachen verantwortlich, ebenso wie für Schließung und Siegelung in Verwahrung gegebener Stücke.
Im Sommer 1756 wurde Sachsen von der preußischen Armee besetzt und seine vorab reduzierte Armee kapitulierte nach wenigen Wochen der Belagerung bei Pirna. Der Kurfürst floh in seine Zweitresidenz nach Warschau und blieb dort bis zum Kriegsende. Erst spät und in mehreren Etappen ließ der König die Schätze des Grünen Gewölbes auf die Festung Königstein bringen. Federführend waren dabei der damalige mit der Oberaufsicht beauftragte Kämmerer und Taddel. Bereits am 3. Juli 1760 musste Taddel die Kisten auf Befehl aus Warschau zurück nach Dresden in das Grüne Gewölbe bringen. Ohne Anweisung brachte Taddel die Kisten noch während eines Bombardements am 25. Juli 1760 in das Reithaus auf der anderen Elbseite zur sicheren Verwahrung und fand eine Möglichkeit, die Kisten wieder auf der Festung Königstein in Sicherheit zu bringen. Nach Ende des Siebenjährigen Kriegs konnte er am 19. März 1763 die Sachen wieder im Grünen Gewölbe einbuchen.
Ab dem 1. Dezember 1764 war Taddel für etwas mehr als ein Jahr abwesend vom Dresdner Hof. Ein „Ein järrige[r] Uhrlaub Zu her Stellung meiner gesundheit“ war notwendig geworden.
Am 6. Januar 1767 reiste Taddel in diplomatischer Mission nach Genf. Auf Anweisung von Prinz Xaver sollte er die bei Jean Jacques Pallard verbliebenen Teile der Diamantrosengarnitur nach Dresden zurückholen. Dies dauerte bis in den Herbst, war aber letztlich erfolgreich.
Taddel blieb bis zu seinem Tod Geheimer Kämmerer und Inspektor des Grünen Gewölbes.
Taddel starb am 16. Dezember 1794 mit 79 Jahren in seinem Haus am Jüdenhof. Bei der Beerdigung auf dem Alten Johannisfriedhof am 21. Dezember läuteten die Glocken der Kreuzkirche für 20 Taler eine halbe Stunde lang. Taddel hinterließ seinem Freund und Alleinerben Christian Heinrich Weinling ein bedeutendes Vermögen.

### Verhältnis zu Johann Christian Neuber
Taddel steht heute im Schatten des eine Generation jüngeren Juweliers und Goldschmieds Johann Christian Neuber, obwohl er damals in der Hierarchie bei Hof als Geheimer Kämmerer und Inspektor des Grünen Gewölbes weit höher stand. Neuber war spätestens ab 1773, wohl aber schon ab den 1760er Jahren, in der Werkstatt von Taddel angestellt. Taddel übernahm 1791 eine Hypothek auf Neubers Haus, in dem sich auch dessen Werkstatt befand. Mit Taddels Tod 1794 war Neuber endgültig bankrott.

## Werk
Früheren Meinungen zufolge war Taddel in Dresden nicht als Goldschmied, sondern als Händler von Juwelen und Pretiosen tätig. Auch die von ihm signierten Dosen standen im Verdacht, ausnahmslos von anderen Goldschmieden hergestellt worden zu sein. Da Taddel und Johann Christian Neuber über mehrere Jahrzehnte auf das Engste und zum Teil sogar in einer Werkstatt zusammengearbeitet haben, sind ihre Werke oder die Anteile an diesen schwierig voneinander zu trennen. Die goldgefassten Steindosen waren in der Regel das Werk mehrerer Spezialisten (Goldarbeiter und Steinschneider). Die jeweilige Signatur der einzelnen Werke verweist auf den Meister, der den größten Anteil am Zustandekommen des jeweiligen Objekts hatte.
Spätestens ab 1772 arbeitete Taddel nicht mehr als Goldschmied, obwohl er eine eigene Werkstatt betrieb. Wahrscheinlich erfolgte die Aufgabe der Tätigkeit um 1769, als der letzte Lehrling Christian Friedrich Gebauer die Werkstatt verlassen hatte.
Taddels beruflicher Erfolg beruhte zum einen auf der schnellen Anpassung an den sich rasch ändernden Zeitgeschmack. Fertigte er zum Ausgang des Barock noch reich mit Diamanten verzierte Dosen, waren es im Rokoko eher europäische Chinoiserien. Dem folgten im klassizistischen Stil gefertigte Mikromosaike mit Schäferszenen, Architekturkulissen und Tier- sowie Blumendarstellungen. Zum anderen arbeitete Taddel eng mit anderen talentierten Künstlern zusammen, unter anderem mit Johann Christian Neuber und möglicherweise dem Hofgraveur Otto Christian Sahler, dem Porzellan- und Hofmaler Johann Martin Henrici und dem Maler Christian Wilhelm Ernst Dietrich.
Die Konstante in Taddels Werk ist die prominente Verwendung von Hartsteinen, häufig aus Sachsen.

### Von Taddel signierte Golddosen
Bisher sind drei von Taddel signierte Golddosen bekannt.
Die älteste von den drei ist stilistisch in die Zeit um 1740 einzuordnen. Sie befindet sich heute in der Eremitage in Sankt Petersburg. Die Dose weist einen aus Bergkristall gefertigten, rechteckigen Korpus auf und ist à cage (käfigartig) in eine opulent gestaltete, netzartige dichte Goldfassung eingeschlossen. Die durchbrochene Fassung stellt allegorische Szenen mit Flora umgeben von Putti, Vasen, Pflanzen und Girlanden dar. Sie ist mit Rocaillen und reichem Diamantbesatz verziert. Die Figuren sind mit dem Namen „Sadier“ signiert. Es könnte sich dabei um Otto Christian Sahler handeln.
Die zweite signierte Dose stammt aus den Jahren um 1750 und befindet sich heute im Londoner Victoria and Albert Museum. Sie besteht aus Wiesbadener Amethyst und zeigt den für den Stein typischen Kontrast zwischen dunkelviolettem, grobkristallinen Amethyst und feinfaserig-trübem weißen Milchquarz. Die Form der Dose wurde der Verteilung der beiden Farben angepasst. Das Unterteil wurde entsprechend bauchig (à bombe) geschnitten. Die Goldfassung ist recht schlicht, sie umfasst lediglich die Kanten der Dose. Die Oberflächen des Deckels und die Wandungen sind dagegen technisch sehr aufwändig gestaltet worden. Eine chinoise Architekturkulisse und Blumen aus verschiedenen Muscheln (teils Perlmutt) und mit Goldeinlagen wurden so in das Gestein inkrustiert, dass eine einheitlich glatte Oberfläche aus Stein und Mosaik entstand.
Eine weitere von Taddel signierte Dose befindet sich heute in Privatbesitz. Sie ist inschriftlich auf 1769 datiert.

### Steinkabinett

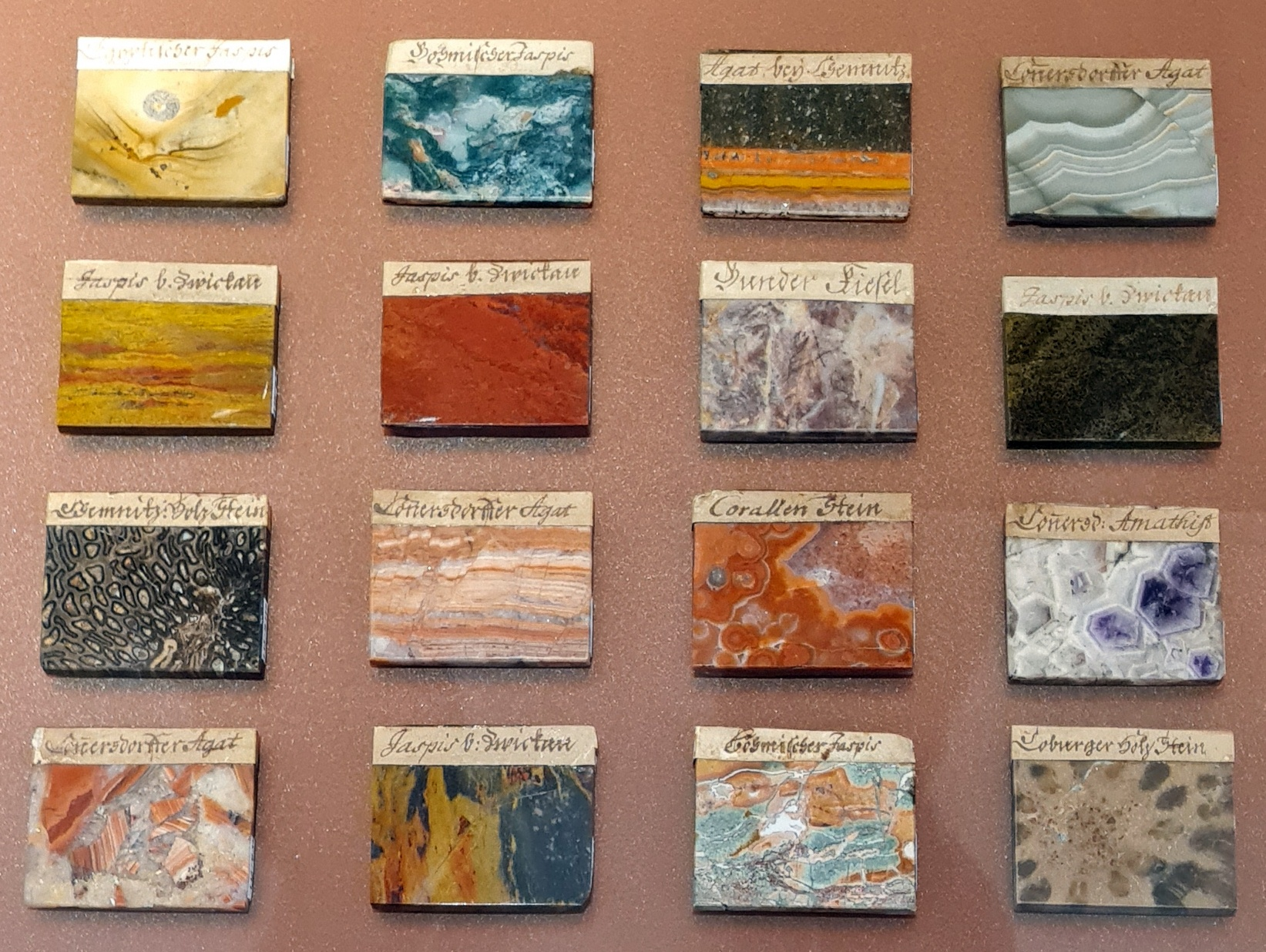
Steinkabinett (Auswahl, um 1780)

Neben Goldschmiedearbeiten und dem Verarbeiten von Juwelen beschäftigte sich Taddel intensiv mit der Verarbeitung von in- und ausländischen Hartsteinensorten. Das Ergebnis manifestiert sich unter anderem in einem ehemals etwa 280 Teile umfassenden Steinkabinett. Jede Steinprobe war mit einem handgeschriebenen Papieretikett versehen, auf dem der Name des Materials und der Fundort vermerkt sind. Die Kenntnis von Taddel bezüglich der Gewinnung und Verarbeitung von Edel- und Schmucksteinen zeigte sich auch in einem 1780 verfassten internen Bericht über die Kunst des Edelsteinschleifens in Sachsen.
Das Steinkabinett überdauerte in einem Renaissance-Prunkschrank fast 200 Jahre: Zunächst im Münzkabinett, später in der Kunstkammer und seit 1832 schließlich im Grünen Gewölbe. Nach dem Ende des Zweiten Weltkriegs wurde das Steinkabinett 1945 von der Sowjetunion beschlagnahmt und kehrte 1958 nach Dresden zurück. Seit 2004 wird eine Auswahl von Steintafeln im Neuber-Raum des Neuen Grünen Gewölbes präsentiert. Die ursprünglich prächtig in Tombak gefasste Sammlung war der Vorläufer der vier heute von Johann Christian Neuber bekannten Steinkabinetttische und den ebenfalls von ihm hergestellten Steinkabinettdosen.

## Ausstellungen
- „...die Schönheit der ganzen Welt“. Heinrich Taddel und sein Steinkabinett im Grünen Gewölbe. Ausstellung der Staatlichen Kunstsammlungen Dresden im Residenzschloss Dresden vom 23. Juni 2023 bis 9. Oktober 2023[5]